# クトゥグア
クトゥグアあるいはクトゥグァ 、クトゥガ(Cthugha) は、クトゥルフ神話に登場する架空の神格。
旧支配者に分類される神であり、顕現の際は「生ける炎」の姿をとる。地球から27光年離れたフォーマルハウトを住処にしているとされる。フォーマルハウトの近くにあるコルヴァズという星に封印されている説もある。また、コルヴァズがフォーマルハウトの別名であるという説もある。
ナイアーラトテップの天敵であるとされ、1940年に地球上に召喚された際にはクトゥグアはナイアーラトテップの地球上の拠点であるンガイの森を焼き尽くした。
「ダーレス神話」から生まれた神である。「四大元素の炎」「旧神に封印された」という要素は、ラヴクラフトやスミスにはみられないものであり、ハスターのように他作家の創造した神をクトゥルフ神話に取り込んだわけでもない、オリジナル神格として創られた。創造者はオーガスト・ダーレスで、アイデアを出したのはフランシス・レイニー。クトゥグアはラヴクラフト神話に含まれ得ない。
邦訳での「クトゥグァ」表記はツァトゥグァに近くしたものと思われ、英語の段階ではCthughaとTsathogguaで似ていない。

## 眷属
クトゥグアは封印された後に、冷気の炎の姿で現れる旧支配者アフーム＝ザーを生み出したとされる。
また、「クトゥグアの配下（minions of Cthugua）」あるいは「炎の精（炎の吸血鬼）」（Fire Vampires）」と呼ばれる無数の小さな炎の姿、もしくは紅い稲妻のような姿をした存在がクトゥグアに仕えている。クトゥグアを召喚すると、巨大なクトゥグアは小さな彼らを従えて出現する。
炎の精たちにはフサッグァという長がいる。
アフーム＝ザー
クトゥグアの子。冷気の炎。クトゥグアを復活させる使命を帯びているが、旧神に敗れ北極に封印されている。白蛆ルリム・シャイコースを筆頭に、眷属として「冷たきもの（イーリディーム）」と呼ばれる者たちが仕える。
ロマールやハイパーボリアなど北極圏の邪神や神話生物をアフーム＝ザーの勢力下とすることもある。
炎の精
光り輝く小球。無数におり、クトゥグアを召喚すると伴われて出現する。
炎の吸血鬼（炎の精）
赤い稲妻。焼くことで、他の生命体からエネルギーと記憶を吸収する。移動天体クティンガに都市を築く。
フサッグァ
巨大な青い稲妻。炎の吸血鬼たちの長。
ヤマンソ
炎の神。クトゥグアとの関係性は不明。召喚呪文が似ており、クトゥグア召喚に失敗したとき誤召喚されることがある。

## 設定の変遷

### 初期
クトゥグアはオーガスト・ダーレスの生み出した神格である。作品として初めてクトゥグアの名前に言及したのは、『ウィアード・テイルズ』1944年3月号に掲載された『アンドルー・フェランの手記』（連作・永劫の探究の第1部）である。しかし、炎の神格としてのクトゥグアの存在は1943年にフランシス・T・レイニーが発表した論文『クトゥルー神話小辞典』にてすでに紹介されていた。ダーレスはクトゥルフ神話の諸神格を四元素に分類したが、レイニーによって火の元素が欠けていることを指摘され、その結果として作り出されたのがクトゥグアである。
『アンドルー・フェランの手記』においてクトゥグアは名前が言及されるのみであり、クトゥグアが実際に作品に登場したのは、ダーレスがWT1944年11月号に発表した『闇に棲みつくもの』が最初となる。ナイアーラトテップの天敵であり、無数の炎を従える生ける炎の姿というクトゥグアの特徴はこの作品にて描写されている。
さて、はたしてクトゥグアが地球にいたかは曖昧なのである。旧支配者には、地球で生まれたものと、外宇宙から地球に飛来したものがいるが、クトゥグアやハスターはどちらにも名を挙げられていないのである。そいつらもまた、旧神によって特定の場所に幽閉されたことがわかっている。
またダーレス神話ではラヴクラフトを、旧支配者の脅威を小説の形で人類に警告していた賢者と位置付けているが、そのラヴクラフトが全く言及していない、謎の多い邪神である。アブドゥル・アルハザードは曖昧に記しているという。

### 第二世代作家以降
四大霊の火の枠を埋めるべくクトゥグアが創られはしたが、30年間進歩はなかった。クトゥグアは燃えるだけ、眷属も燃えるだけである。パワーの強大さは度外視して、陣営の顔ぶれに着目すると、水風地のバリエーション豊かな邪神群に比較して、火の邪神群は貧しい勢力であった。
クトゥグアの子としてのアフーム＝ザーを創造したのは、リン・カーターである。カーターが1976年に発表した『ゾス＝オムモグ』（改題・陳列室の恐怖）にて、この設定が示されている。また、カーターはドナルド・ワンドレイがWT1933年2月号に発表したThe Fire Vampiresに登場する「炎の精」およびフサッグァを、クトゥグアの配下としてクトゥルフ神話に取り入れた。『クトゥルフ神話TRPG』においては、このカーターの設定が受け継がれており、フサッグァはクトゥグアに仕える炎の精の王とされ、クトゥグアとともにフォーマルハウトもしくはその近くに住んでいる設定となっている。
クトゥグアの住処としてのコルヴァズを神話に導入したのは、英国の作家ジョン・グラスビーである。グラスビーの設定では、コルヴァズはフォーマルハウトの近くの恒星であったが、後にクトゥルフ神話TRPG（正確にはデルタグリーンカウントダウン）の設定に取り入れられた際には、コルヴァズはフォーマルハウトの別名ということになっている。
クトゥグアが地球で崇拝されていたというのは、リチャード・L・ティアニーの『Pillars of Melkarth』（未訳）という作品で描かれた。
クトゥグアのビジュアル化に貢献しているのは日本の作品である。『クトゥルー・オペラ』では赤竜の姿をとり、『邪神伝説シリーズ』では単眼と多腕をもつ節足動物のようなフォルムで漫画化され、朝松健は混沌とした様を文章で活写した。

### 21世紀
クトゥルフ神話TRPGでは、四大霊や人間中心主義などのいわゆるダーレス神話の設定をあくまで一説にすぎないというスタンスを取って来ていた。最新の7版では特に、既存の設定が、人間の学者による地球視点からの見方であると、見直しが図られている。
炎を崇める宗教は人類史に無数にあり、そのうちの幾つかはクトゥグアから知識を授かっていたとされる。フサッグァやアフーム・ザーとの関係も、外なる神々との敵対の理屈も、人知を超えており理解が及ばない。

## 登場作品

### 主役級作品
- フランシス・T・レイニー：クトゥルー神話小辞典（加筆版1943）
- オーガスト・ダーレス：闇に棲みつくもの（1944）
- リチャード・L・ティアニー：Pillars of Melkarth

### 脇役作品
- フレッド・ペルトン：サセックス稿本（194X、発表は没後1989）
- リン・カーター：クトゥルー神話の神神（1957）、カーター版ネクロノミコン二部&四部一章（没後1996）
- 風見潤：クトゥルー・オペラ（1980-1982）
- 矢野健太郎：邪神伝説シリーズ（1988-1993）
- 朝松健：十死街（1995）、聖ジェームズ病院（2002）、Faceless City（2016）

## 星辰
フォーマルハウトが梢の上にかかるとき、呪文を唱えるとクトゥグアを召喚できる。『闇に棲みつくもの』事件は、アメリカウィスコンシン州で1940年10月に起こった出来事である。
みなみのうお座α星フォーマルハウトは、惑星フォーマルハウトbを持つ。20世紀末から惑星の存在が推測されていたが、2008年に公式に発表された。2015年にフォーマルハウトbはダゴンと命名された。さらに仮説上の「惑星c」の探査が試みられている。
フォーマルハウトという名前は、アラビア語のファム・アル・フート(فم الحوت; fam al-ħūt)に由来する。これは「大魚の口」という意味である。
クトゥグアの召喚呪文中に、ほまるはうとというアラビア語起源の語が含まれてしまっている。これはダーレスが、ラヴクラフトのユゴス（冥王星）やグリュ＝ヴォ（ベテルギウス）のように古言語の名を設定しなかったことによる瑕疵である。グラスビーによる、フォーマルハウトではなく恒星コルヴァズという説や、フォーマルハウトの異称がコルヴァズという説は、解決例の1つとなる。